# Куготы
Куго́ты (бур. Хүһөөтэ) — село в Мухоршибирском районе Бурятии. Входит в сельское поселение «Шаралдайское».

## География
Расположено в 11 км западнее центра сельского поселения, села Шаралдай, на обоих берегах реки Сухары, при впадении её левого притока речки Гахай. Через Куготы проходит автодорога местного значения, связывающая районный центр с западными населёнными пунктами района. Расстояние до села Мухоршибирь — 25 км.

## Население
| 2002 | 2010 |
| ---- | ---- |
| 463  | ↘356 |